# Héctor Aguilar Camín
Héctor Aguilar Camín (Chetumal, Quintana Roo, 9 de julio de 1946) es un periodista, escritor, novelista, historiador y analista político mexicano.

## Biografía
Emma Camín García, su madre, hija de asturianos, nació en Cuba. Es sobrino nieto de Alfonso Camín, autor del poema "Macorina" dedicado a la vida de María Calvo Nodarse y cuya musicalización hiciera famosa la cantante Chavela Vargas. Recuerda Aguilar Camín que un momento clave de su infancia fue cuando en 1955 pasó por Chetumal "el ciclón Jeanette y, mientras su casa se inundaba, su madre y su tía [Luisa] daban muestras de mucho coraje". Cuenta también que ella, aunque no hizo estudios, leía mucho, especialmente novelas de amor: "A mi madre había dos cosas que le parecían lo mejor en el mundo: leer y estudiar". Su muerte, en 1995, le provocó "una peligrosa y dramática falta de inspiración".
Sobre su padre, Héctor Aguilar Marrufo dice: "Es la gran ausencia de mi vida. Era un fantasma y siguió siéndolo hasta que se fue de la casa cuando yo tenía 13 años. Durante 40 años no supe nada de él, pero en 1996 reapareció, lo recogí en estado casi de indigencia y desde entonces lo he sostenido". Su abuelo fue el causante del desastre del progenitor de Aguilar Camín: "No tuvo miramientos para reventar la empresa de su propio vástago, a quien desconoció por el atrevimiento de hacerle la competencia. 'El quebranto de mi padre fue tal que jamás se recuperó, y 4 años después abandonó a la familia'".
Se trasladó a los nueve años a Ciudad de México con su madre y sus cuatro hermanos. Estudió en el Instituto Patria, un colegio jesuita, luego ingresó en Ciencias y Técnicas de la Comunicación de la Universidad Iberoamericana y se doctoró en Historia en El Colegio de México.
Aguilar Camín ha destacado en sus tres vertientes de periodista, escritor e historiador. En la primera, recibió el Premio Nacional de Periodismo Cultural; ha sido colaborador de diversos medios, como La Jornada (diario del que fue subdirector), Milenio, Unomasuno, La Cultura en México. Fue director de la revista Nexos entre 1983 y 1995, cargo que retomó a fines de 2008. Condujo el programa televisivo Zona Abierta y participó en Tercer Grado, ambos transmitidos por Televisa. Es fundador de Ediciones Cal y Arena (1988), la cual dirigió. 
Publicó su primer libro de ficción en 1983: la recopilación de cuentos La decadencia del dragón, la que tuvo una gran repercusión en la crítica y, dos años después, después de mantener en secreto otros borradores, sale su primera novela: Morir en el golfo, que sería llevada al cine con el mismo nombre en 1990 por Alejandro Pelayo. 
Esta novela, ambientada en el mundo de la producción petrolera, fue muy debatida y le valió la primera acusación nunca probada de escribir por encargo del poder. Daniel Salinas Basave escribe que "si alguien quiere profundizar en el auge petrolero de los 70 e impregnarse de la atmósfera que rodeó al sexenio de José López Portillo, leer Morir en el golfo es una opción más que recomendable. Una época huérfana de creaciones rescatables en todos los ámbitos artísticos, tiene una novela que la retrata a la perfección. Vaya, casi me atrevería a decir, guardando toda obvia proporción, que si La región más transparente de Carlos Fuentes es la novela que retrató la época de Miguel Alemán y el aburguesamiento de la Revolución, Morir en el golfo es la obra del lópezportillismo".
En 1991 apareció su segunda novela, La guerra de Galio, la más conocida por el público latinoamericano entre las que ha escrito. Desde entonces ha seguido publicando con regularidad libros de ficción, entre los que destacan su premiada novela Un soplo en el río.
El escritor se define así: «Creo en los amigos y los conservo de todas las épocas. Creo en la familia y en los hijos. Creo en la conversación de los espíritus a través de los libros. Creo en el buen alcohol y la buena mesa, y en el goce de los bienes terrenales. Creo en el trabajo y el esfuerzo», al tiempo que se confiesa ateo: «Y no me han sido otorgadas la fe, ni la resignación cristiana».
Como historiador ha escrito principalmente sobre México y sus problemas. Participa en la vida política de México y ha sido miembro del Consejo de la Comisión Nacional de Derechos Humanos (1990-1999).
Aguilar Camín reconocía en 2009 su simpatía por el expresidente, pero rechazaba esa asociación: "Yo nunca tuve con Salinas una colaboración política ni una complicidad personal en términos de trabajar para él. Rechacé tres propuestas suyas de colaboración con su gobierno, pero en el rumor periodístico y en el litigio político acabé siendo presentado como un asesor áulico de Salinas, como un colaborador secreto de sus más oscuras maquinaciones, como su amigo íntimo y confidente. Puras fantasías". Más tarde, en 2011, incluso se enzarzó en una polémica pública con Salinas.
En 2009 escribió, con Jorge Castañeda, Un futuro para México, artículo publicado en el número de noviembre de la revista Nexos donde los autores plantean una serie de propuestas para fomentar el crecimiento del país en diversos rubros como el económico, educativo y social. Es finalista del premio Bienal de Novela Mario Vargas Llosa
En 2017 fue distinguido con la medalla de Bellas Artes.
Casado en dos ocasiones, es padre de tres hijos; su segunda esposa es la escritora Ángeles Mastretta.

## Posturas políticas
Aguilar Camín se ha expresado en contra de la gratuidad de la educación superior, a favor de la asociación de Pemex con empresas privadas y a favor de la Ley Televisa, una fallida iniciativa que pretendía incrementar significativamente los privilegios de las dos principales televisoras mexicanas y que fue declarada anticonstitucional por la Suprema Corte de Justicia. Alegando un atentado contra la libertad de expresión, fue opositor a la nueva ley electoral de 2007, que reduce el papel y los beneficios económicos de las televisoras en las campañas políticas.
Por considerarse relevante a sus posturas políticas, diversos medios han documentado el favor económico que obtuvo del entonces presidente Carlos Salinas de Gortari para realizar distintas investigaciones entre 1989 y 1993. El primer cheque fue del 7 de abril de 1989 (cuatro meses después de que Gortari empezara funciones como presidente) como pago por un estudio titulado "El desafío educativo" por el cual recibió 250 millones de pesos (250,000 pesos en 2001) y un complemento de 248 millones de pesos, autorizado por el Banco Mexicano Somex, por un retraso que implicó, según relata Aguilar Camín, cerca de 115 millones de pesos más. El segundo cheque fue por un costo de 795 millones. Este cheque está firmado con el membrete de Los Pinos y firmado por Justo Ceja Martínez, secretario particular del expresidente Carlos Salinas. Al año siguiente (en septiembre de 1991) se le vuelve a pagar una tercera investigación, esta vez por casi 700 millones de pesos y ese mismo mes Nexos presenta una factura por el 50% de un proyecto titulado: "América del Norte: evaluación del desempeño educativo", y en julio del 92, otra factura por el otro 50% (juntas suman una cantidad de 496 millones 422 mil 500 pesos salinistas. El cuarto cheque es por una tarjeta que el 3 de septiembre de 1993 Aguilar Camín envía a Salinas diciendo: "Presidente [...] Sé que no hemos terminado, pero nuestras finanzas, por la misma demora, andan mal. Si pudieras anticiparnos el saldo de la investigación, será una gran ayuda (solidaria)". Diecisiete días después el cheque está disponible por 542 mil 180 pesos con 45 centavos de aquellos tiempos, es decir, sin los tres ceros que los "nuevos pesos" dejaron de tener.
Su serie de artículos publicada en los últimos tres meses de 2007 en la revista Nexos, titulada Regreso a Acteal y en la que reconstruye la tragedia ocurrida en esa localidad de Chiapas en diciembre de 1997, desató un fuerte polémica y provocó críticas de parte de los zapatistas, incluida la del propio subcomandante Marcos.

### Oposición al gobierno de Andrés Manuel López Obrador
Aguilar Camín es uno de los opositores más visibles del Presidente López Obrador. En una conferencia en línea, previo a las elecciones intermedias de 2021 en México, Camín se expresó de la siguiente forma:
Tenemos elecciones intermedias en 2021 donde hay que derrotar a Morena y a López, y luego en el 22 muy probablemente, si perdió las elecciones del 21, estará tan jodido todo el país, porque no se va a recuperar muy rápido, que probablemente pierda la revocación de mandato por pendejo y por petulante
En conferencia de prensa, el presidente López Obrador, exhibió el video.

## Premios y reconocimientos
- Premio Nacional de Periodismo Cultural 1986, categoría de artículo de fondo
- Beca Guggenheim (1989)
- Medalla al Mérito, estado de Quintana Roo (1992)
- Premio Mazatlán de Literatura 1998 por Un soplo en el río
- Medalla Gabriela Mistral (Chile) (2001)
- Doctor honoris causa por la Universidad Veracruzana (2009)

## Obras

### Narrativa
Cuento
- Con el filtro azul, Premia Editora, México D.F., 1979
  - Contenido: "Versión para Teresa Alessio"; "Tesis sobre una hermana menor"; "Los prados solos"; "Evocación de Julia"; "Con el filtro azul"
- La decadencia del dragón, Océano, México, 1983
- Historias conversadas, Cal y Arena, México D.F., 1992.
  - Contenido: "Prehistoria de Ramona"; "Pasado pendiente"; "Sin compañía"; "Meseta en llamas"; "La noche que mataron a Pedro Pérez"; "Los motivos de Lobo"; "El camarada Vadillo"; "El regalo de Pedro Infante"
- Pasado pendiente y otras historias conversadas, cuentos, Seix Barral, México D.F., 2010
  - Contenido: "Pasado pendiente"; "El fantasma de Gelati"; "Chetumal"; "Quimera de la tortuga"; "Balada del verdugo melancólico"; "La noche en que mataron a Pedro Pérez"; "Un pliegue en la historia"; "Mandatos del corazón"; "El amor imperativo de Alejandro Villalobos"; "Tolimán"; "Expediente del humo"; "Meseta en llamas"; "Sin compañía"; "Los motivos de Lobo"

Novela
- Morir en el golfo, Océano, México, 1985
- La guerra de Galio, Editorial Cal y Arena, México D.F., 1990
- El error de la luna, Alfaguara, México D.F., 1995
- Un soplo en el río, Cal y Arena, México D.F., 1997 (Alfaguara, Madrid y Seix Barral, Buenos Aires, ambas el mismo año 1997)
- El resplandor de la madera, Alfaguara, 1999
- Las mujeres de Adriano, Alfaguara, México D.F., 2001
- Mandatos del corazón, Sudamericana, Buenos Aires, 2002
- La conspiración de la fortuna, Planeta, México D.F., 2005
- La provincia perdida, Planeta, México D.F., 2007
- Adiós a los padres, Literatura Random House, 2014
- Toda la vida, Literatura Random House, 2016

### Historia, ensayo y periodismo
- En torno de la cultura nacional, coautor; Instituto Nacional Indigenista, México, 1976
- La frontera nómada. Sonora y la Revolución mexicana, Siglo XXI, México, 1977
- Historia: ¿Para qué?, coautor; Siglo XXI, México, 1980
- Caudillo and Peasant in the Mexican Revolution, coautor; Cambridge University Press, 1980
- Saldos de la revolución. Cultura y política de México, 1910-1980, Editorial Nueva Imagen, México D.F., 1982
- Historia gráfica de México, con Lorenzo Meyer; Instituto Nacional de Bellas Artes/ ed. Patria, México, 1988
- Después del milagro. Un ensayo sobre la transición mexicana, Cal y Arena, México D.F., 1989
- A la sombra de la Revolución Mexicana, con Lorenzo Meyer; Cal y Arena, México, 1989
- Subversiones silenciosas. Ensayos de historia y política de México, Aguilar, México D.F., 1993
- México: la ceniza y la semilla, Cal y Arena, México D.F., 2000
- La tragedia de Colosio, 2004
- Pensando en la izquierda, Fondo de Cultura Económica, 2008; recopilación de artículos, principalmente los que escribió en 2007 para Milenio, a los que agregó tres textos[20]
- Un futuro para México, ensayo, con Jorge G. Castañeda, Punto de Lectura, 2010
- Regreso al futuro, ensayo, con Jorge G. Castañeda, Punto de Lectura, 2011